# Archibald Woodbury McLelan
Archibald Woodbury McLelan, né le 20 décembre 1824 et mort le 26 juin 1890), est un homme politique canadien, lieutenant-gouverneur de la province de Nouvelle-Écosse de 1888 à 1890.

## Biographie
Né le 20 décembre 1824, Archibald Woodbury McLelan est le fils de Gloud Wilson McLelan (en), député à l'Assemblée législative de la Nouvelle-Écosse de 1836 à 1847 et de 1851 à 1858, et de Martha Spencer. Il épouse Caroline Metzler en 1954.